# Mourunkijärvi
Mourunki eller Mourunkijärvi är en sjö i Finland. Den ligger i kommunen Kempele i landskapet Norra Österbotten, i den centrala delen av landet, 500 km norr om huvudstaden Helsingfors. Mourunginjärvi ligger 41 meter över havet. Arean är 11,4 hektar och strandlinjen är 1,8 kilometer lång. Sjön  ingår i Uleälvens huvudavrinningsområde.   I omgivningarna runt Mourunginjärvi växer i huvudsak blandskog.